# Четверо мужчин и помощница
«Четверо мужчин и помощница» или «Четыре человека и прошение» (англ. Four Men and a Prayer) — кинофильм режиссёра Джона Форда, вышедший на экраны в 1938 году. Экранизация одноимённого романа Дэвида Гарта.

## Сюжет
Полковник Лоринг Ли после многих лет примерной службы во славу Британской империи оказывается под трибуналом за ошибочный приказ, повлёкший большие потери, и с позором увольняется из армии. Он возвращается из Индии в Англию с твёрдым намерением доказать свою невиновность. В его руках — свидетельства того, что приказ был подделан, а за всей историей стоит некая могущественная оружейная компания. Четверо сыновей полковника Ли встречают отца в семейном поместье и выражают желание всячески помогать ему установить истину. Тем же вечером кто-то проникает в дом, убивает полковника и похищает документы. Теперь сыновья должны самостоятельно разобраться в этом деле, для чего им придётся разыскать разбросанных по всему миру свидетелей. Помогать им вызывается красивая американка Линн Черрингтон, влюблённая в Джеффри Ли...

## В ролях
- Лоретта Янг — мисс Линн Черрингтон
- Ричард Грин — Джеффри Ли
- Джордж Сандерс — Уайатт Ли
- Дэвид Нивен — Кристофер Ли
- Обри Смит — полковник Лоринг Ли
- Эдвард Бромберг — генерал Торрес
- Уильям Генри[уточнить] — Родни Ли
- Джон Кэррадайн — генерал Себастьян
- Алан Хэйл — мистер Фурной
- Реджинальд Денни — капитан Дуглас Лавленд
- Бертон Черчилль — Мартин Черрингтон
- Барри Фицджеральд — Малкэхи
- Сесил Каннингем — Пайпер
- Рут Клиффорд — телефонный оператор (в титрах не указана)